# ونر
ونر (به فرانسوی: Venère) یک کمون در فرانسه است که در Canton of Pesmes واقع شده‌است.

## خصوصیات
ونر ۷٫۹۶ کیلومترمربع مساحت و ۱۵۴ نفر جمعیت دارد.